# 히로시마 고속 1호선

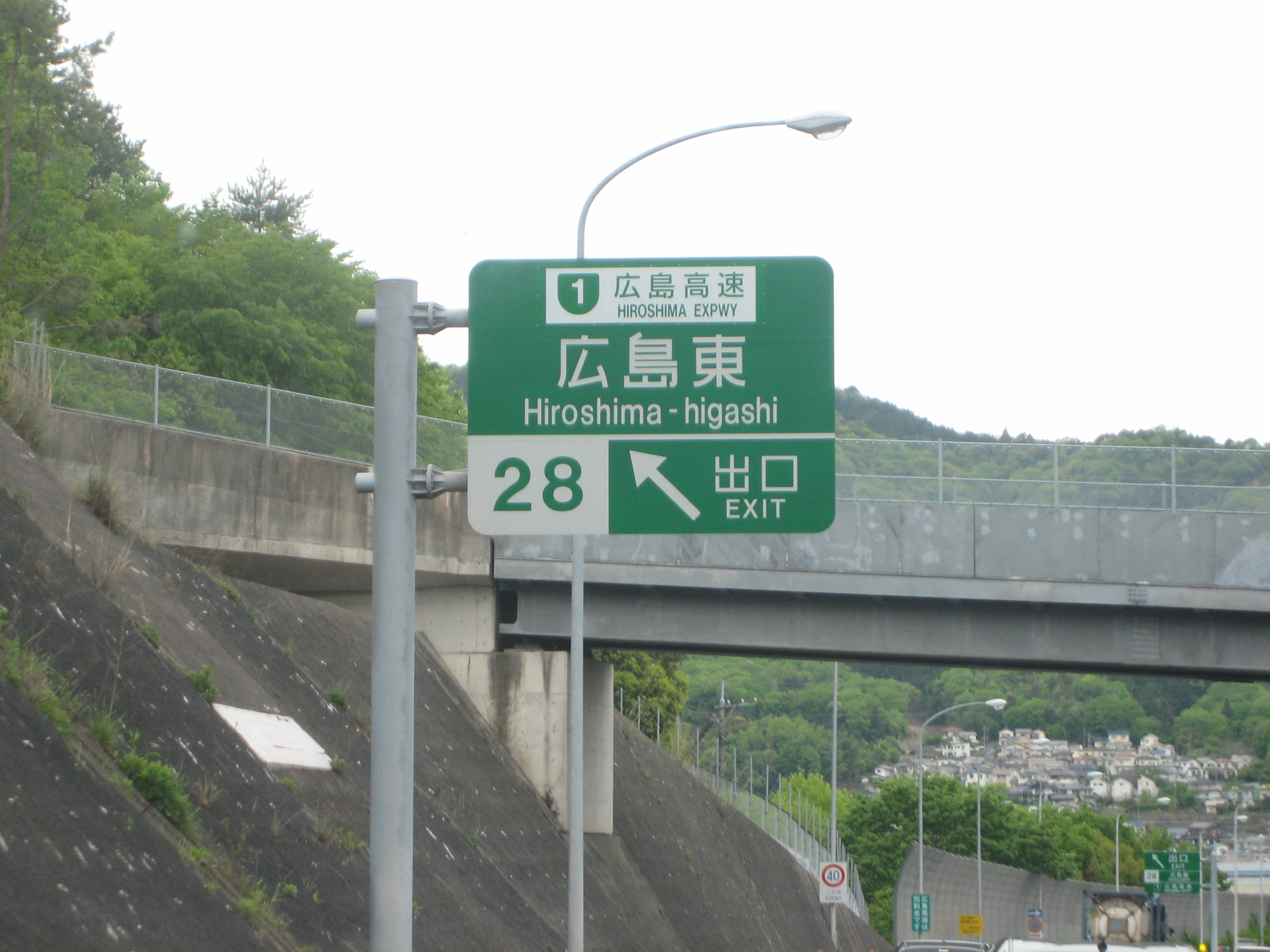
히로시마 히가시 나들목 전경.

히로시마 고속 1호선(일본어: 広島高速1号線)은 히로시마시 히가시구의 히로시마히가시 나들목과 메구시나 분기점을 사이에 이어주는 총 연장 6.5 km의 거리를 가진 일본의 도시 고속도로이자 히로시마 고속도로의 노선이기도 하다.

## 개요
히로시마시의 시가지와 히가시구 북동부(옛 아키정 일대에 해당)를 연결시켜 주는 도로망이기도 하다. 그러나 2006년에는 산요 자동차도의 히로시마히가시 나들목까지 정식으로 직결시키기도 하였다. 그래서 히로시마히가시IC에서 히로시마시의 시내 중심가까지 교통 요충지로 소임을 다하고 있는 것으로 보인다. 도로 성격상 도시고속도로가 맞지만, 후추오강의 왼쪽 지류를 따라가는 경로를 이어주고 있기 때문에, 절토 구간이나 터널 등이 많이 있다.
따라서 전 구간에 걸쳐 해당 도로가 히로시마현도 제472호 히로시마히가시 인터 선(広島県道472号広島東インター線)으로 지정된 상태이다.

### 노선 정보
- 규격 : 제2종 제2급 (자동차 전용도로)
- 설계속도 : 60 km/h
- 도로폭 : 일반부 18m, 터널부 17m
- 차선폭 : 3.25m
- 차선수 : 왕복 4차선
- 속도 제한 : 60km/h

### 현도로서의 개요
'히로시마현도 제472호 히로시마히가시 인터 선'의 개요는 아래와 같다.
- 기점 : 히로시마현 히로시마시 히가시구 후쿠다 3초메 (산요 자동차도 히로시마히가시 나들목)
- 종점 : 히로시마현 히로시마시 히가시구 누쿠시나 (메구시나, 메구시나 분기점)
- 총 연장 : 약 6.5 km

## 접촉하는 도로
고속도로
- 산요 자동차도
- 히로시마 고속 2호선
- 히로시마 고속 5호선 (현재 사업중, 연결될 예정)
- 히로시마기타 도로(일본어판)

일반 현도
- 히로시마현도 제70호선

## 보상 요구 운동
히로시마 고속 1호선의 건설 당시 히로시마시 히가시구 우마키 일대에서 터널 공사에 따라 주택의 지반 침하가 일어남에 따라, 이를 착안하여 일본공산당을 중심으로 하는 그룹이 피해를 입은 주민에게 보상 요구 운동을 전개한 사례도 있다.

## 통행량
24시간을 기준으로 산정된다.
| 구간                                          | 2005년 (헤이세이 17년) | 2010년 (헤이세이 22년) | 2015년 (헤이세이 27년) |
| --------------------------------------------- | ---------------------- | ---------------------- | ---------------------- |
| 후쿠다 출입구 - 우마키 출입구                 | 미개통                 | 17,238                 | 21,807                 |
| 우마키 출입구 - 메구시나 출입구               | 12,092                 | 20,282                 | 24,888                 |
| 메구시나 출입구 - 마도코로 출입구/메구시나JCT | 12,092                 | 20,749                 | 25,484                 |

## 그 외
- 히로시마 고속도로 중 사업중인 5호선을 제외한 4개의 노선 중 유일하게 간이 휴게소가 설치되어 있는 도로이기도 하다.
- 1997년 공식으로 고속도로가 제정되어 있는 것으로 보인다.
- 해당 도로명 명칭은 아키 후추 도로이다.